# Swim with Sam
Swim with Sam is een nummer van de Nederlandse band a balladeer uit 2006. Het is de eerste single van hun debuutalbum Panama.
Het nummer is gebaseerd op een personage uit het boek Held van Beroep van Adriaan Jaeggi. De single werd een klein hitje in Nederland en bereikte de 51e positie in de Single Top 100.

## NPO Radio 2 Top 2000
| Nummer met noteringen in de NPO Radio 2 Top 2000 | '07 | '08 | '09  | '10  | '11 | '12  | '13  | '14  | '15  | '16  | '17  |
| ------------------------------------------------ | --- | --- | ---- | ---- | --- | ---- | ---- | ---- | ---- | ---- | ---- |
| Swim with Sam                                    | 550 | -   | 1184 | 1096 | 958 | 1360 | 1411 | 1544 | 1711 | 1739 | 1629 |

1. ↑  Een '-' betekent dat het nummer niet was genoteerd en een vetgedrukt getal geeft de hoogste notering aan.
2. ↑  2007 was het eerste jaar met een notering voor dit nummer.
3. ↑  Deze tabel is bijgewerkt tot en met de laatste editie (2024).